# 어마이아 밀러
어마이아 밀러(영어: Amiah Miller, 2004년 7월 16일 ~ )는 미국의 배우이다. 2016년 영화 《라이트 아웃》의 어린 리베카 역, 2017년 영화 《혹성탈출: 종의 전쟁》에서 노바 역으로 잘 알려져 있다.

## 생애
어마이아 밀러는 2004년 7월 16일 태어났다. 밀러는 버지니아주의 작은 마을에서 자랐으며, 이후 플로리다와 로스앤젤레스로 이주하였다. 현재는 로스앤젤레스에서 거주하고 있다.

## 출연 작품

### 텔레비전 드라마
- 《헨리 데인저》 (2015) - 폴라 마키아토 역 ("Spoiler Alert" 에피소드)
- 《리치 리치》 (2015) - 노아 역 ("$pooky $tuff" 에피소드)
- 《언제나 베프》 (2015) - 9세 셸비 역 ("When Shelby Met Cyd", "The Butterscotch Effect" 에피소드)
- 《맥가이버》 (2016) - 밸러리 로슨 약 ("Pliers" 에피소드)

### 영화
- 《클레멘타인》 (2014, 텔레비전 영화) - 클레멘타인 역
- 《하우 위 라이브》 (2015, 텔레비전 영화) - 라일리 역
- 《라이트 아웃》 (2016) - 어린 리베카 역
- 《혹성탈출: 종의 전쟁》 (2017) - 노바 역
- 《워터맨을 찾아서》 (2020) - 조 라일리 역
- 《숨을 멈추고》 (2024) - 로즈 벨럼 역